# Тарагт
Тарагт (монг. Тарагт) — сомон Уверхангайського аймаку, Монголія. Площа 3,5 тис. км², населення 6,5 тис. Центр сомону селище Хуремт лежить за 457 км від Улан-Батора, за 35 км від міста Арвайхера.

## Рельєф
Найвища точка гора Улзий Унур — 2461 м. Окрім того, гори Аршанд, Убур Шанд, Хараацай та ін., просторі долини Арвайхер, Алтай. Численні неглибокі річки, є гарячі джерела.

## Клімат
Клімат різко континентальний, щорічні опади 200—300 мм, середня температура січня −20°С, середня температура липня +20°С.

## Корисні копалини
Є прояви біотиту, вапняку.

## Тваринний світ
Водяться вовки, лисиці, зайці, козулі, манули, тарбагани.

## Соціальна сфера
Є школа, лікарня, сфера обслуговування, туристичні бази.